# Bramkarz

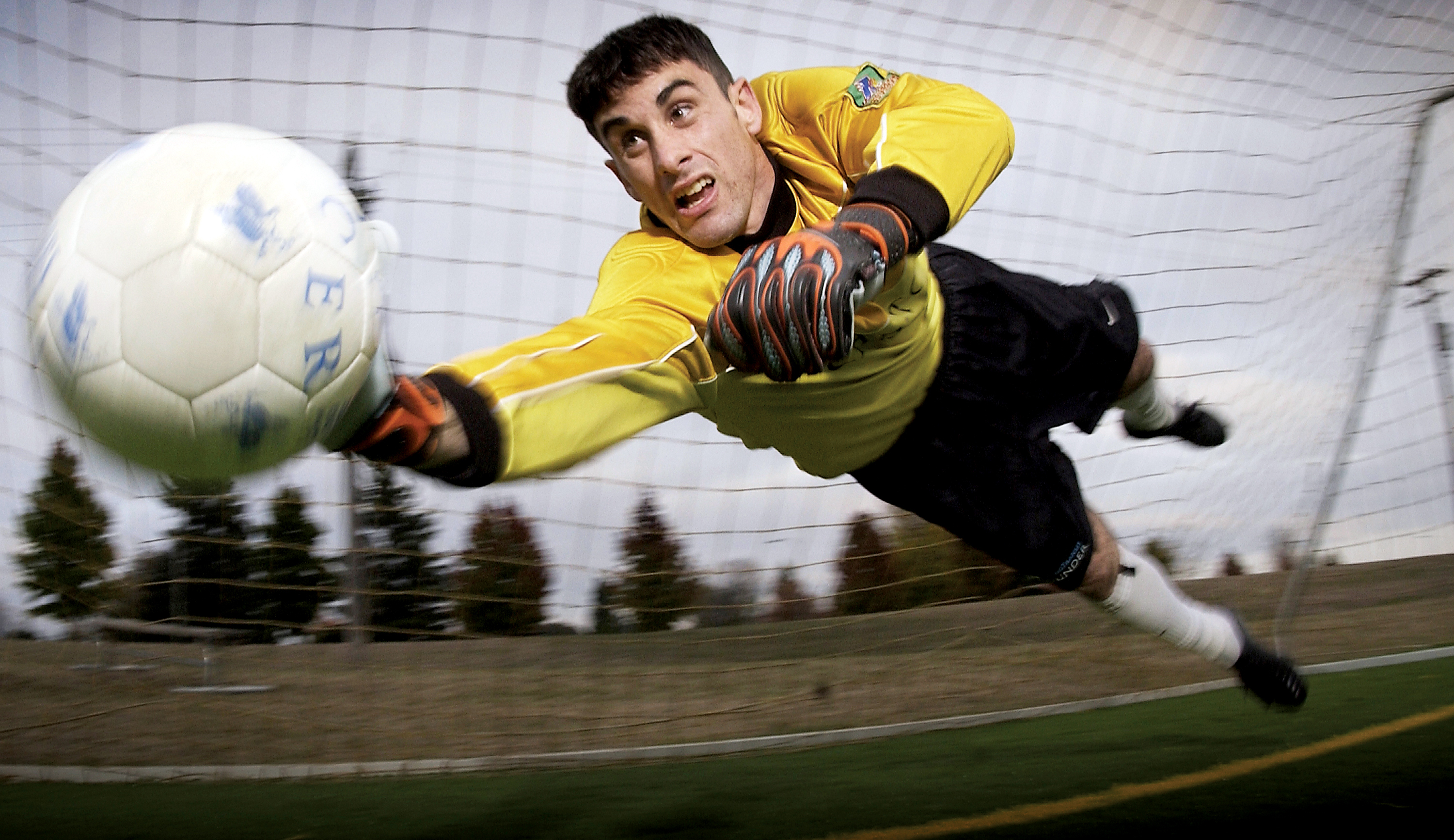
Parada bramkarza w piłce nożnej

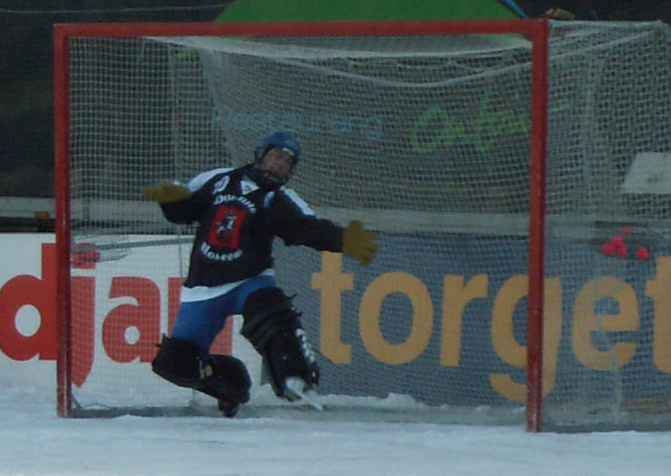
Bandy

Bramkarz – w grach zespołowych – członek zespołu, którego zadaniem jest bezpośrednie uniemożliwienie zdobycia bramki (gola) zawodnikom drużyny przeciwnej.
W wielu grach sportowych istnieje pozycja bramkarza, który jest odpowiedzialny za bezpośrednie przeciwdziałanie zdobyciu gola przez drużynę przeciwną. Występuje m.in. w piłce nożnej, piłce ręcznej, hokeju na lodzie, hokeju na trawie, piłce wodnej i lacrosse. Bramkarz powinien występować w stroju, który odróżnia go od pozostałych zawodników i sędziego.
W piłce nożnej bramkarz jako jedyny zawodnik na boisku może dotykać piłki ręką w obrębie swojego pola karnego. Jeżeli warunki atmosferyczne lub stan boiska tego wymagają, bramkarz może nosić spodnie treningowe.
Bramkarz to również potoczne określenie osoby porządkowej przy wejściu do baru, nocnego klubu czy na koncert.

## Bramkarz w piłce nożnej

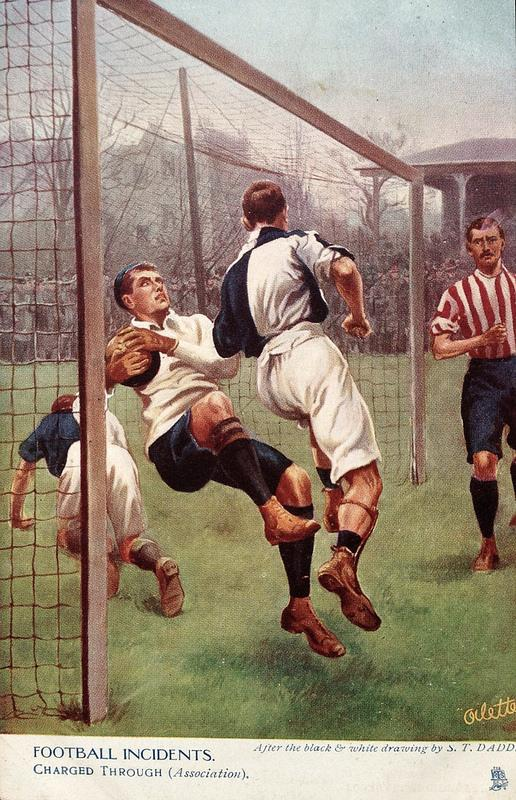
Bramkarz

Bramkarz jako jedyny zawodnik na boisku może łapać piłkę rękami w wyznaczonym polu karnym. Jego rola nie ogranicza się jednak tylko do łapania piłki. Bramkarz jest pełnoprawnym zawodnikiem, który częściej atakuje czyli wprowadza piłkę do gry różnymi sposobami aniżeli broni. Wielu profesjonalnych bramkarzy rozpoczynało swoją przygodę z piłką relatywnie późno: Maik Taylor — były bramkarz reprezentacji Irlandii Północnej — 19 lat; Fabien Barthez — były reprezentant Francji — 15 lat; Lew Jaszyn — były bramkarz reprezentacji Związku Radzieckiego — 16 lat; Heurelho Gomes — były golkiper Tottenhamu i reprezentant Brazylii — 14 lat; Rogério Ceni — bramkostrzelny golkiper São Paulo FC —  17 lat; Gianluigi Buffon — bramkarz reprezentacji Włoch oraz Juventusu — 15 lat.

### Bramkarze-snajperzy
W piłce nożnej akcje ofensywne nie należą do głównych zadań bramkarzy, niemniej sytuacje takie zdarzają się, zwłaszcza kiedy dana drużyna przegrywa. Czasem bramkarze wykonują również rzuty wolne i karne. Poniżej przedstawiono listę bramkarzy – rekordzistów pod względem strzelonych bramek:
1. Rogério Ceni – 131 bramki
2. José Luis Chilavert – 62 bramki
3. René Higuita – 44 bramki
4. Dimityr Iwankow – 42 bramek
5. Jorge Campos – 40 bramek
6. Johnny Martín Vegas – 39 bramek
7. Fernando Patterson – 34 bramki
8. Álvaro Misael Alfaro – 31 bramek
9. Hans-Jörg Butt – 29 bramek
10. Vincent Enyeama – 24 bramki
11. Marco Antonio Cornez – 24 bramki
12. Dragan Pantelić – 22 bramki
13. Žarko Lučić – 21 bramek
14. Nizami Sadigov – 21 bramek
15. Cristian David Lucchetti – 19 bramek.

## Bramkarz w piłce ręcznej
Bramkarz w piłce ręcznej jest jedynym zawodnikiem, który ma prawo dotknąć piłki w tzw. kole (strefie obrony). Dotknięcie piłki w tej strefie przez zawodnika drużyny atakującej oznacza pozycję spaloną i rzut wolny dla drużyny broniącej; dotknięcie piłki przez zawodnika drużyny broniącej określane jest jako "obrona w kole" i karane rzutem karnym. Bramkarz ma prawo grać w kole rękami i nogami, natomiast poza kołem tylko rękoma, jak każdy zawodnik. Przywilejem bramkarza w piłce ręcznej jest również to, że jeśli bramkarz grając w strefie obrony wybije piłkę poza linię końcową boiska, sam wznawia grę: jeśli piłkę w ten sam sposób wybije poza linię końcową inny zawodnik drużyny broniącej, jego zespół karany jest rzutem rożnym.

## Bramkarz w hokeju na lodzie
Bramkarz w hokeju na lodzie jest zawodnikiem, który nie jest objęty typowymi dla tej gry zmianami – może w praktyce grać non stop przez cały mecz, w przeciwieństwie do innych zawodników. Gra w innym stroju niż pozostali zawodnicy, znacznie cięższym i skutecznie go chroniącym: charakterystyczne są dla niego ochraniacze na nogi (tzw. parkany), kij hokejowy bramkarza ma inny kształt i wymiar niż pozostałe, twarz bramkarza chroniona jest odpowiednią maską lub kratą, a ręka, w której bramkarz nie trzyma kija, wyposażona jest w specjalną rękawicę do łapania krążka, zwaną łapą. Bramkarz jako jedyny ma prawo chwycić krążek ręką, co powoduje przerwanie gry i wznowienie w strefie obronnej (grę w hokeju przerywa się, gdy sędzia przestanie widzieć krążek). Pozostali zawodnicy mają prawo zagrać krążek ręką, ale tylko odbijając go i kierując w stronę własnego kija. W polu bramkowym, które w hokeju jest niewielkie, bramkarz nie tylko nie może być atakowany, ale jeśli w polu tym znajdzie się w ogóle w trakcie gry którykolwiek zawodnik drużyny atakującej, bramka – w przypadku jej zdobycia – nie będzie uznana. 
Bramkarz w hokeju na lodzie ma nadto ten przywilej, że w przypadku ukarania go karą wykluczenia z gry nie odbywa jej na ławce kar, lecz odbywa ją za niego inny zawodnik. Często, gdy jedna z drużyn przegrywa, aby mieć przewagę zawodników w polu wycofuje bramkarza.
Natomiast przepisy gry w hokeja na lodzie nie pozwalają na to, by bramkarz był kapitanem drużyny (jest to jedyna gra zespołowa, w której jest taki przepis).

## Bramkarz w piłce wodnej
Drużyna piłki wodnej składa się maksymalnie z 11 zawodników pola oraz dwóch bramkarzy (w tym jednego rezerwowego). Grę rozpoczyna maksimum 7 graczy, w tym bramkarz oznaczony czerwonym czepkiem bramkarza. Drużyna grająca mniej niż siedmioma zawodnikami nie musi mieć bramkarza. Bramkarz może być zastąpiony wyłącznie bramkarzem rezerwowym. 
Bramkarz ma prawo w polu karnym łapać piłkę dwoma rękami oraz uderzać ją zaciśniętą pięścią – wszyscy inni gracze mogą zagrywać piłkę zawsze tylko jedną ręką. W piłce wodnej różnica uprawnień między bramkarzem a innymi zawodnikami jest najmniejsza ze wszystkich dyscyplin, w których występuje bramkarz. Zawodnicy grający w piłkę wodną mogą więc łatwiej zmieniać pozycję: przykładem był Józef Kodłubaj, bramkarz reprezentacji Polski w latach sześćdziesiątych, który w swoim macierzystym klubie, Arkonii Szczecin grał jako obrońca, a bramkarzem w klubie był inny zawodnik.